# Declaración de Dublín
La Declaración de Dublín  sobre el agua y el desarrollo sostenible se dio como conclusión de la Conferencia Internacional sobre el Agua y el Medio Ambiente (CIAMA), mantenida en la ciudad de Dublín entre el 20 y el 31 de enero de 1992, una reunión técnica previa a la Conferencia de las Naciones Unidas sobre el Medio Ambiente y el Desarrollo (CNUMAD) que se desarrolló en Río de Janeiro en junio de 1992. En la sesión de clausura se adoptó la llamada Declaración de Dublín sobre Agua y Desarrollo Sostenible.

## Principios rectores
La Conferencia llama la atención sobre la necesidad de invertir las tendencias, entonces existentes, de consumo excesivo, la contaminación y las amenazas crecientes derivadas de las sequías y las crecidas. El Informe de la CIAMA formula recomendaciones para que se adopten medidas a nivel local, nacional e internacional, guiados por los siguientes cuatro principios rectores.
- Principio N.º 1 – El agua dulce es un recurso finito y vulnerable, esencial para sostener la vida, el desarrollo y el medio ambiente
- Principio N.º 2 – El aprovechamiento y la gestión del agua debe inspirarse en un planteamiento basado en la participación de los usuarios, los planificadores y los responsables de las decisiones a todos los niveles.
- Principio N.º 3 – La mujer desempeña un papel fundamental en el abastecimiento, la gestión y la protección del agua.
- Principio N.º 4 – El agua tiene un valor económico en todos sus diversos usos en competencia a los que se destina y debería reconocérsele como un bien económico.